# Gesaffelstein
Mike Lévy (pronunciación en francés: /majk levi/) (Lyon, Auvernia-Ródano-Alpes, 24 de junio de 1985), más conocido por su nombre artístico Gesaffelstein (pronunciación en alemán: /ɡəˈzafl̩ʃtaɪ̯n/), es un músico, productor y compositor francés de música electrónica.

## Biografía y carrera
Mike Lévy nació y creció en Lyon. Comenzó a interesarse por la música electrónica a los 16 años, al escuchar un CD de Synthpop que era de su hermana. Grabó su primer EP en el año 2008 con la discográfica OD Records, bajo el seudónimo de Gesaffelstein. El nombre Gesaffelstein es un acrónimo a partir de la unión de la palabra alemana Gesamtkunstwerk, que significa "el arte absoluto" según el compositor romántico Richard Wagner (este concepto fue utilizado también en un álbum de Dopplereffekt), junto con el nombre de Albert Einstein. También fue miembro de una banda de Post-punk llamada Flying Turns, creada con unos amigos cercanos a fines de 2009.
Ha trabajado y remezclado temas para diversos artistas como Tiga, Miss Kittin, ASAP Rocky, Phoenix, Lana Del Rey y Depeche Mode. Produjo dos canciones en Yeezus, el sexto álbum del rapero estadounidense Kanye West, incluyendo los sencillos "Black Skinhead" y "Send It Up", ambas pistas coproducidas con Kanye West, Daft Punk, Brodinski y Mike Dean. Gesaffelstein lanzó su álbum debut, "Aleph", el 28 de octubre de 2013 con Bromance Records, Parlophone Records y EMI Music, el cual estaba siendo grabado desde el año 2011. Su remix de "Shockwave" de The Hacker aparece en el videojuego de 2013 Grand Theft Auto V, en la estación de radio Soulwax FM. En 2015, Gesaffelstein lanzó la canción "Conquistador" en colaboración con el pionero de la música electrónica francesa Jean-Michel Jarre. Además, colaboró en el EP My Dear Melancholy del cantante The Weeknd, en canciones como "Hurt You" y "I Was Never There". En 2019 editó el álbum "Hyperion", en la que se incluían colaboraciones con de The Weeknd, Pharrell Williams, Haim, y The Hacker y el dúo canadiense de synthpop Electric Youth. Incluyó como avance "Lost in the fire" con The Weeknd, seguido de "Blast Off" con Pharrell Williams.
En 2025, Gesaffelstein colaboró con Lady Gaga en su álbum Mayhem, participando en la producción de la canción «Killah», Garden of Eden y «Blade of Grass». La pista «Killah», descrita como una fusión de electro-funk, música industrial y dance, incorpora la estética oscura y minimalista característica del productor francés. Por su parte, Lady Gaga destacó que la canción fue una de las que más la sacó de su zona de confort, resaltando su energía y confianza en la interpretación.

## Estilo de música
El género musical que produce Gesaffelstein se llama Midtempo Bass y él es el pionero de ese estilo musical.[¿según quién?] Gesaffelstein mezcla los sonidos del Techno moderno con estilos de la música industrial como el EBM, Electro-Industrial e Industrial Techno.[¿según quién?] En internet erróneamente a su música  le llaman “Dark Techno” o “Electronic Body Synth Music”.[cita requerida] Para Mixmag, el estilo del artista es "un Techno oscuro y amenazante, pero encantador". La revista Rolling Stone califica su trabajo como "algo más agresivo y punk rock de lo habitual". Megan Buerger de Washington Post describe que su estilo tiene "una mezcla de música oscura y underground", y señala que una especialidad del artista es el uso de silencios para crear una "tensión" antes de una "explosión estridente de bajo y percusión".

## Influencias
Gesaffelstein cita como referencias al dúo de electro Dopplereffekt, al colectivo musical estadounidense de Detroit Techno Underground Resistence, al grupo alemán Kraftwerk y al músico electrónico Jean-Michel Jarre. En otras entrevistas también ha citado a artistas de EBM y música industrial como D.A.F., Nitzer Ebb, Front 242, Malaria! y Liaisons Dangereuses; artistas de synthpop y New wave de los años 80 como New Order, Yazoo y Depeche Mode. También aprecia a bandas de Post-Punk como Joy Division y The Cure. Su mentor y colega musical, The Hacker también lo influenció mucho, ya que este en su juventud formó parte de agrupaciones de música Industrial.

## Discografía

### Álbumes de estudio
- Aleph (2013)
- Hyperion (2019)
- Gamma (2024)

### EP
- Vengeance Factory (2008)
- Modern Walk (2008)
- The Operator (2009)
- Variations (2010)
- Conspiracy PT. I (2011)
- Conspiracy PT. II (2011)
- Bromance #1 (2011)
- Conspiracy Remixes (2012)
- Bromance #4 : Rise of Depravity (2012)
- Novo Sonic System (2019)

### Sencillos
- Pursuit (2013)
- Hate or Glory (2013)
- Conquistador (Featuring Jean Michel Jarre) (2015)
- Reset (2018)
- Lost in the Fire ft The Weeknd (2019)
- Blast Off ft. Pharrell Williams (2019)

### Bandas sonoras
- Disorder (Original Motion Picture Soundtrack) (2015)[14]

### Remixes
2009:
- I Am The Cosmos - So Glad (Gesaffelstein Remix)
- F+S - Lump (Gesaffelstein Remix)

2010:
- Cassius - Les Enfants (Gesaffelstein Remix)
- Sei A - Body Of Eyes (Gesaffelstein Violation Remix)
- Chateau Marmont - One Hundred Realities (Gesaffelstein Remix)
- David Carretta - New Disco Beat (Gesaffelstein Remix)
- Ali Renault - What's The Point (Gesaffelstein Remix)

2011:
- Miss Kittin - All You Need (Gesaffelstein Remix)
- ZZT - ZZafrika (Gesaffelstein Remix)
- Moby - The Day (Gesaffelstein Remix)
- Arnaud Rebotini - All You Need Is Techno (Gesaffelstein Remix)
- Agoria, Carl Craig & La Scalars - Speechless (Gesaffelstein Remix)
- Duck Sauce - Big Bad Wolf (Gesaffelstein Radio Edit)
- Crackboy - Hilinner (Gesaffelstein Remix)

2012:
- Lana Del Rey - Blue Jeans (Gesaffelstein Remix)
- Boys Noize & Erol Alkan - Lemonade (Gesaffelstein Remix)
- The Hacker - Shockwave (Gesaffelstein Remix)
- Zombie Zombie - Rocket Number 9 (Gesaffelstein Remix)
- Evil Nine & Danny Brown - The Black Brad Pitt (Gesaffelstein Remix)
- VCMG - Aftermaths (Gesaffelstein Remix)

2013:
- Justice - Helix (Gesaffelstein Vision Remix)
- Laurent Garnier - Jacques In The Box (Brodinski & Gesaffelstein Dirty Sprite Remix)
- Depeche Mode - Goodbye (Gesaffelstein Remix)
- Evil Nine feat. Danny Brown - The Black Brad Pitt (Gesaffelstein Remix)

2014:
- Phoenix - Bankrupt! (Gesaffelstein Remix)
- Gesaffelstein - Hate Or Glory (Gesaffelstein Remix)

2020:
- Rosalía - A Palé (Gesaffelstein Remix)